# Bay of Lopness

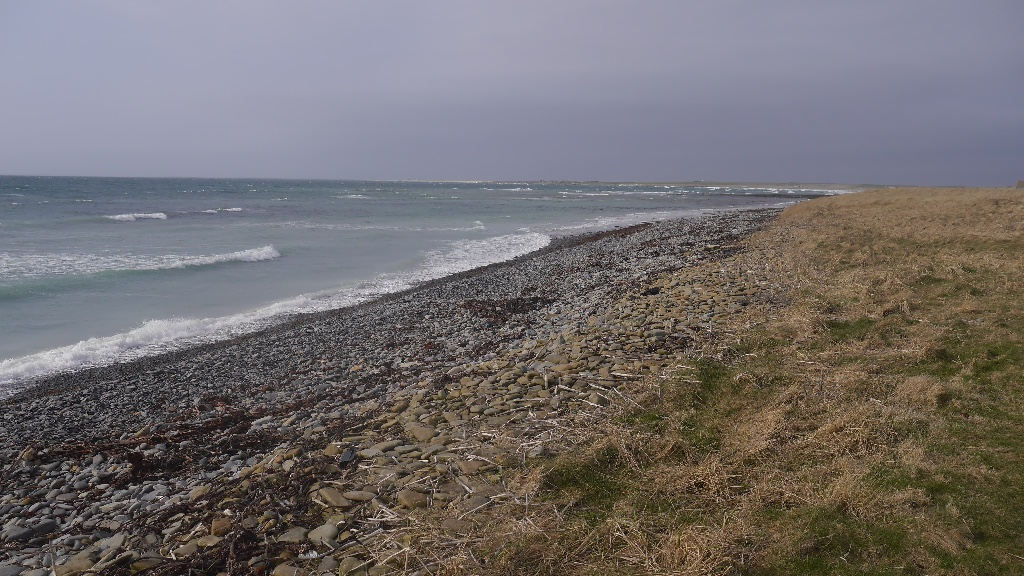
Die Bucht von Osten

Die Bay of Lopness ist eine Bucht, die im Norden der zu Schottland zählenden Orkneyinseln liegt.

## Geographie
Die Bay of Lopness liegt an der östlichen Küste der Insel Sanday. Begrenzt wird sie durch den Long Taing of Newark im Westen und den Lop Ness im Osten. Weitere Buchten in der Nähe sind die Scuthvie Bay im Nordosten und die Bay of Sandquoy im Norden.

## Historisches
Im Rahmen der historischen Gliederung Schottlands in Civil Parishes zählt die Bay of Lopness zu Lady.